# Курське намісництво
Ку́рське намі́сництво (рос. Курское наместничество) — адміністративно-територіальна одиниця в Російській імперії в 1779–1796 роках. Адміністративний центр — Курськ. Створене 27 грудня 1779 року на основі частини Бєлгородської губернії. Складалося з 15 повітів. 12 грудня 1796 року перетворене на Курську губернію.

## Історія
Урочисте відкриття Курського намісництва відбулося 27 грудня 1779. Курське намісництво існувало без значних територіальних і адміністративних змін до 1796 року. 12 грудня 1796 року указом імператора Павла I Курське намісництво було скасовано та офіційно перейменовано у губернію.

## Повіти
- Бєлгородський повіт
- Богатенський повіт
- Дмитрієвський повіт
- Корочанський повіт
- Курський повіт
- Льговський повіт
- Новооскільський повіт
- Обоянський повіт
- Путивльський повіт
- Рильський повіт
- Старооскільський повіт
- Суджанський повіт
- Тимський повіт
- Фатежський повіт
- Щигрівський повіт

## Населення
За даними четвертої ревізії (1782) населення нещодавно утвореної Курського намісництва становило 902 052 осіб, з них чоловіків — 489 245 осіб. У містах проживало 35 823 особи, з них «по службі зобов'язаних» (чиновників, військових, представників влади) 3 419 осіб. В повітах налічувалося 453 392 жителя чоловічої статі, з них 5 634 представники духівництва і 2 682 дворянина. Крім того, у число жителів не включені піхотні полки, розміщені в Курську (Севський полк), Бєлгороді (Єлецький полк) і Рильському (Білєвський полк).
Населення проживало в 15 повітових містах і 2 231 сільському поселенні; переважна більшість населення належала до росіян і українців. Українці становили значну частину населення в південних повітах, а російське населення переважало у центральних і північних повітах.
За даними п'ятої ревізії (1795) чисельність населення Курського намісництва збільшилася до 950 430 осіб.